# Pilosella piloselliflora
Pilosella piloselliflora — вид рослин із родини айстрових (Asteraceae).

## Середовище проживання
Зростає у Європі (Швеція, Фінляндія, Німеччина, Австрія, Польща, Чехія, Угорщина, Румунія, Естонія, Латвія, Литва, Білорусь, Україна, євр. Росія).